# R5 (bootleg)
R5 (Region 5) i filmbranschen, är en kopia av en film gjord med en telesynkmaskin från en analog källa och har en typiskt lägre kvalitet än andra regioners utgåvor.
I telesynk (TK, TS, TC) utförs digitaliseringen av studion själv, med mycket professionell (och dyr) utrustning och vanligen från den ursprungliga källan. Syftet med det är att skapa en högkvalitativ digitalkopia (vanligtvis senare än DVD-releasen). Men till skillnad från en DVD släpps R5 innan den digitala efterbehandlingen är klar. Kvaliteten på rippen kan variera mycket, men en R5 kan vara nästan omöjlig att skilja från en DVD-Rip, eftersom många piratkopierade filmer publiceras på DVD med minimal redigering.